# Gustav & Wilhelm Heller

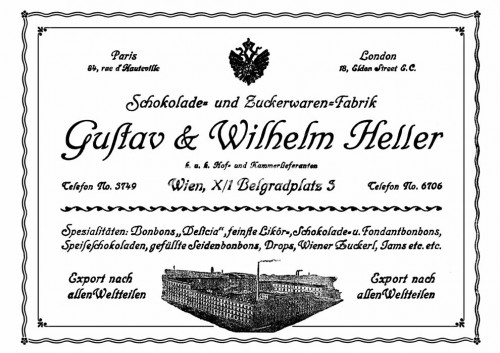
Werbeanzeige (ca. 1900)

Die Firma Gustav & Wilhelm Heller war ein Wiener Süßwarenhersteller.

## Geschichte

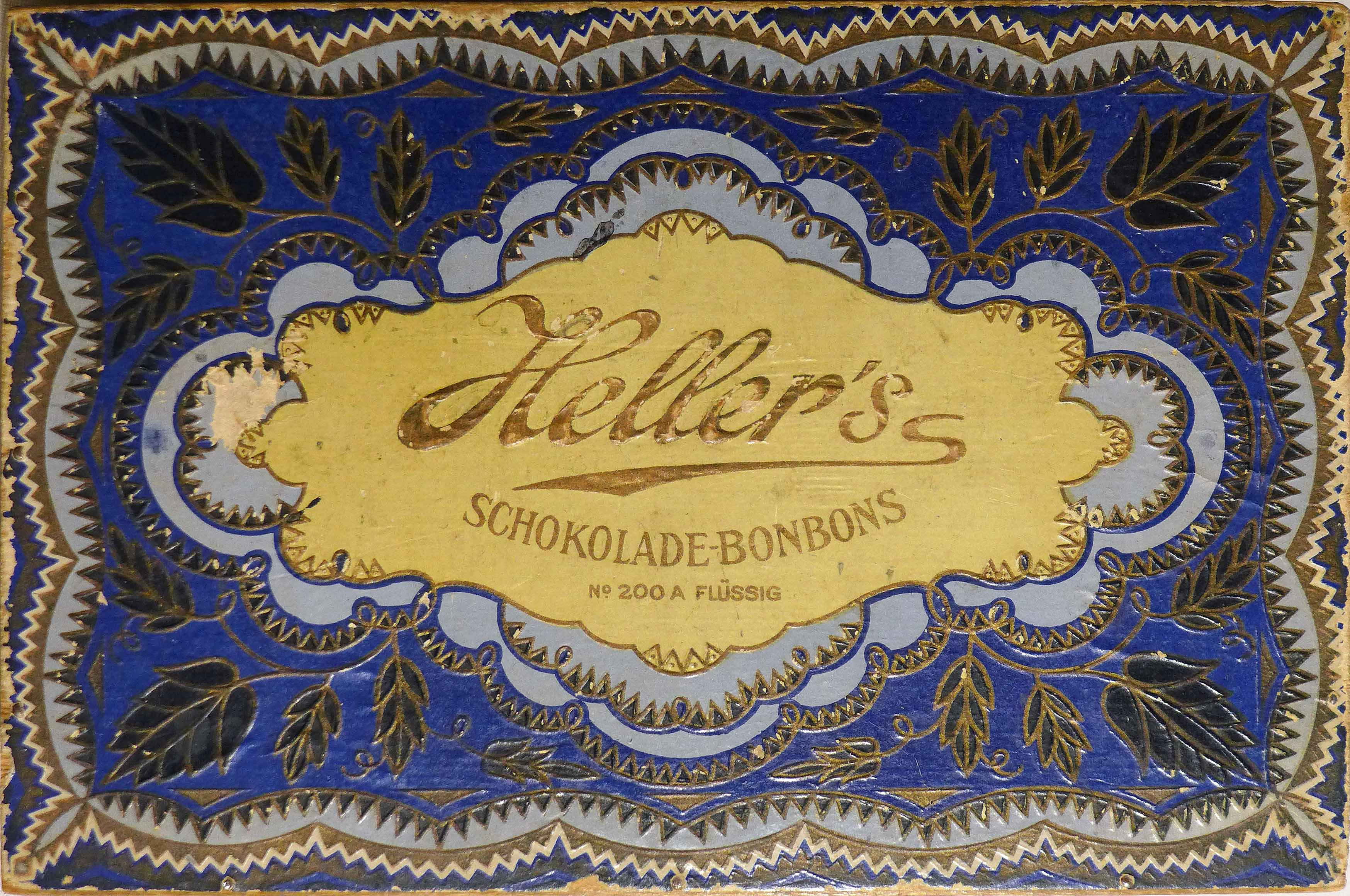
Bonbonschachtel aus Holz. 1930er Jahre

Die Firma wurde 1891 von den beiden Brüdern Gustav (* 14. November 1857 in Sázava; † 7. September 1937 in Wien) und Wilhelm Heller (* 21. November 1859; † 16. September 1931 am Semmering), die aus einer jüdischen Familie stammen, gegründet.

Die Erzeugung befand sich zunächst im 3. Wiener Gemeindebezirk Landstraße. Die Fabrik bezog die Energie zur Erzeugung der Süßigkeiten mittels Dampf aus dem damaligen Beatrixbad, was zu dieser Zeit ein Novum darstellte. Die Konkurrenz erzeugte dieselben Waren noch über offenem Feuer, während Heller sie mit Hilfe von Vakuumapparaten herstellte. Dies führte zu großen Erfolgen, vor allem in der Monarchie – aber auch nach Übersee wurde exportiert. Das Unternehmen hatte eine der größten Fabriken dieser Branche in Österreich.

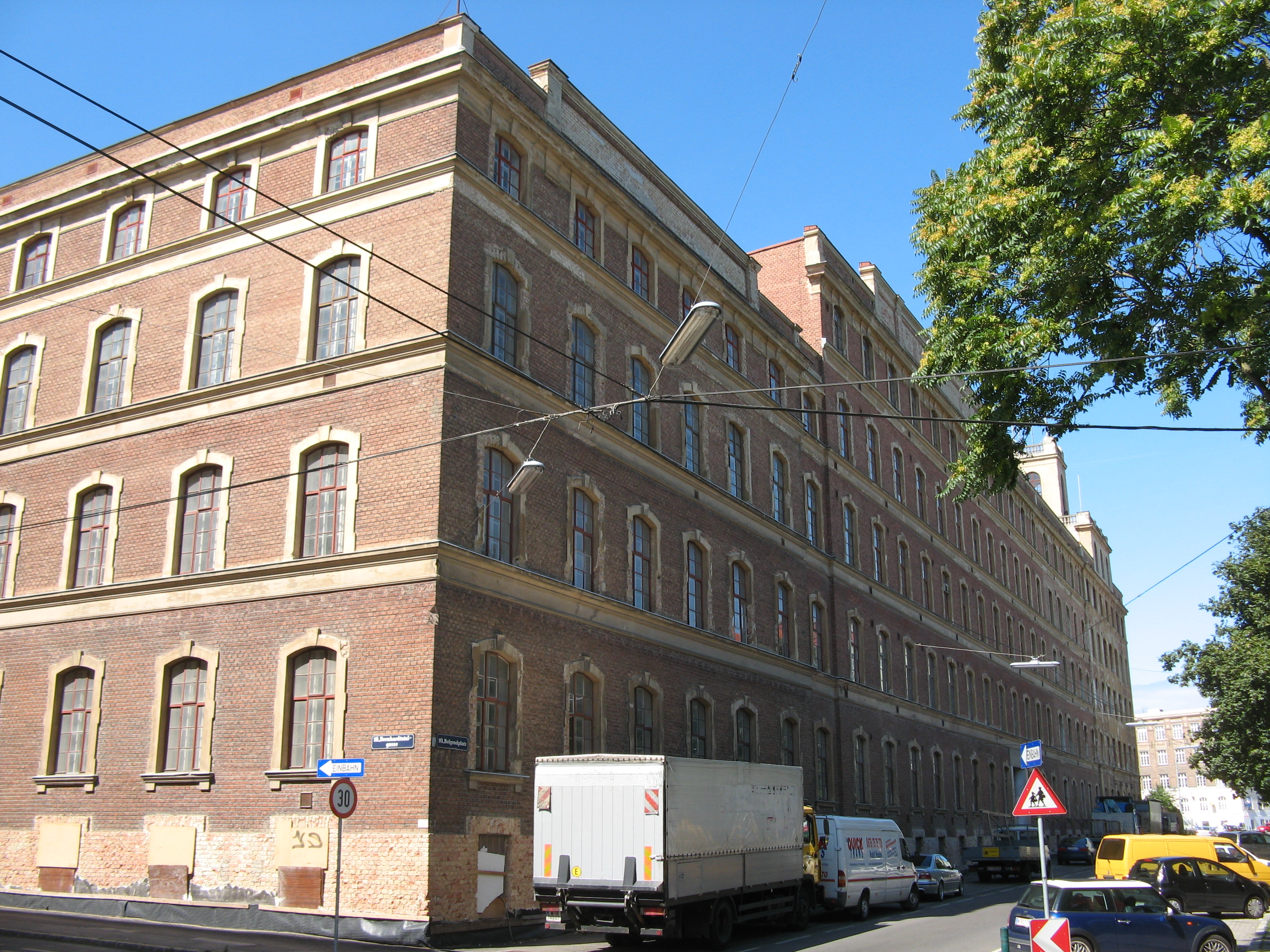
Ehemalige Schokoladenfabrik in Favoriten (10. Wiener Gemeindebezirk), Belgradplatz Nr. 3–5

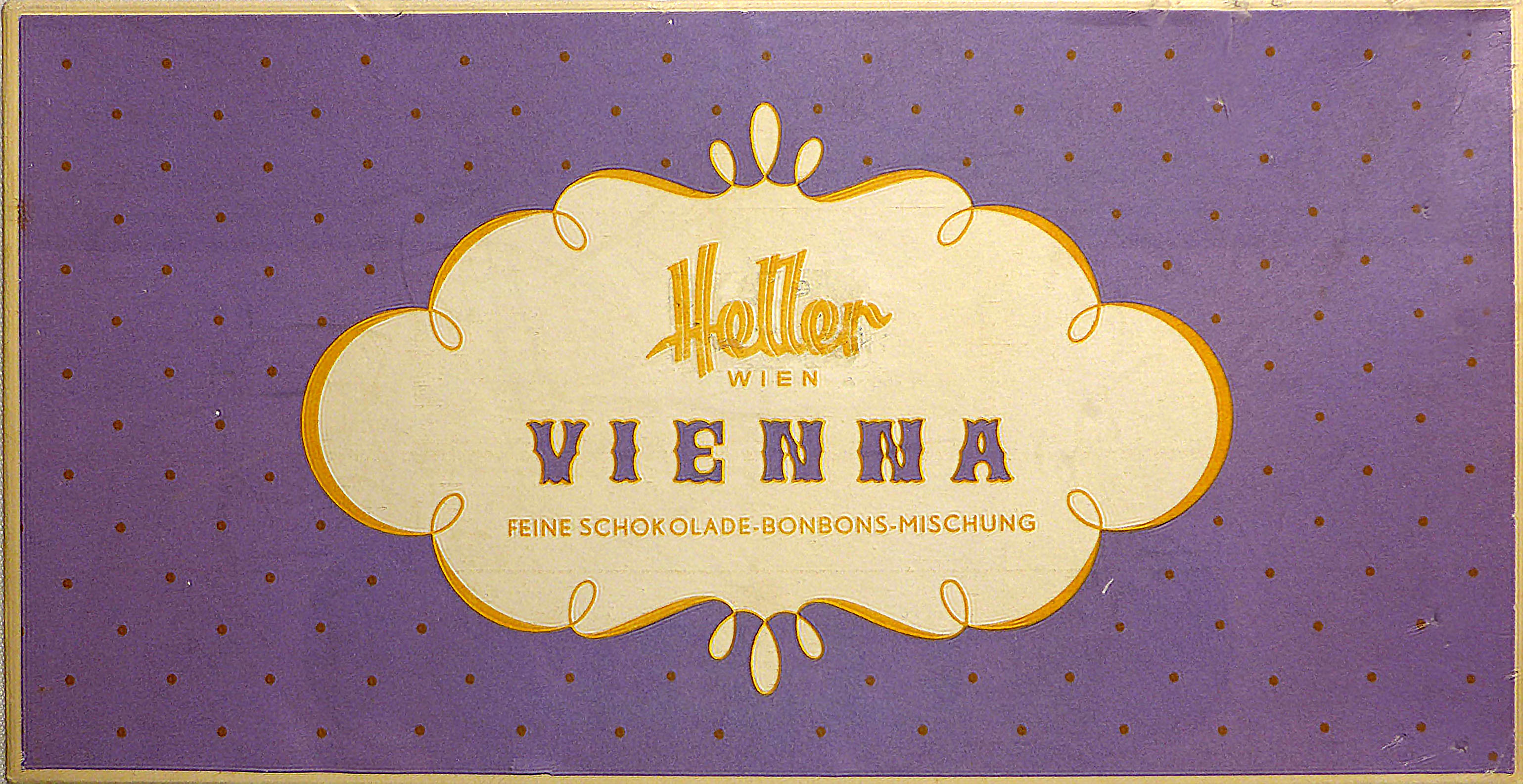
Bonbonschachtel aus Karton. 1930er Jahre

So wurde Gustav Heller als Inhaber zum k.u.k. Hoflieferanten und später sogar zum Kammerlieferanten des Kaisers ernannt. 1899 übersiedelte das Unternehmen in eine neu erbaute Fabrik nach Favoriten, dem 10. Wiener Gemeindebezirk. Vor dem Ausbruch des Ersten Weltkrieges waren im Unternehmen 1.500 Personen beschäftigt.
Für mehr als 30 Jahre leitete Gustav Heller als Präsident des „Zentralverbandes der Schokolade- und Zuckerwarenfabrikanten Österreichs in Wien“ die Geschäfte des Verbandes und war auch Vizepräsident des „Office International du Cacao et du Chocolat, Bruxelles“. 1910 wurde er Kommerzialrat. In den 1930er Jahren wurde er in den Verwaltungsrat der Creditanstalt in Wien berufen.
Nach dem Ersten Weltkrieg gingen die ausländischen Niederlassungen in London und Paris verloren. Sogar in New York wurde während des Krieges noch eine Niederlassung errichtet, die ebenfalls wieder verloren ging. Das Unternehmen begann mit der Produktion von Obstkonserven, die bis in die 1950er Jahre anhielt. Im Jahre 1932 erhielt das Unternehmen die Staatliche Auszeichnung und durfte das Bundeswappen im Geschäftsverkehr verwenden. Infolge der Weltwirtschaftskrise sank die Belegschaft auf 800 Mitarbeiter im Jahr 1937.
Nach dem Anschluss Österreichs 1938 an das Deutsche Reich wurde das Unternehmen „arisiert“. Der Mitarbeiterbestand stieg auf über 1.000 Personen, fiel aber bis 1945 wieder. Nach dem Krieg kehrten die ursprünglichen Eigentümer, zwischenzeitlich in die Vereinigten Staaten emigriert und dort eine neue Produktion aufbauend, wieder zum Wiener Traditionsunternehmen zurück.
Die Firma gilt als Erfinder des Wiener Zuckerl.
Das Unternehmen wurde 1971 an den Mitbewerber Victor Schmidt & Söhne verkauft. Das Werk selbst, in dem noch 350 Mitarbeiter beschäftigt waren, wurde geschlossen. Ab 1994 gehörte das Unternehmen zum Nestlé-Konzern, bis es im Jahr 2000 an den Wiener Süßwarenhersteller Manner verkauft wurde.
Der Künstler und Kulturmanager André Heller ist ein Enkel Wilhelm Hellers.
Hans Heller war ein Sohn des Firmengründers Gustav Heller und beschäftigt sich in seinem Buch mit der Geschichte des Unternehmens. Hans war verheiratet mit Margarete (Gretl), geb. Steiner; dieser Ehe entstammte der später in den USA wirkende Peter Heller.